# Chuchelna
Chuchelna település Csehországban, Semilyi járásban. Chuchelna Radostná pod Kozákovem, Mírová pod Kozákovem, Semily, Tatobity, Slaná és Záhoří településekkel határos. Lakosainak száma 1002 fő (2024. január 1.).

## Népesség
A település lakosságának változását az alábbi diagram mutatja:
| Lakosok száma | 1722 | 2063 | 1784 | 1143 | 958  | 901  | 997  | 996  | 1000 | 1002 |
|               | 1869 | 1890 | 1921 | 1950 | 1980 | 2001 | 2017 | 2019 | 2022 | 2024 |